# Slave to the Rhythm (canção)
"Slave To The Rhythm" é uma canção do astro pop Michael Jackson. A canção foi lançada como quinta faixa da sua coletânea musical póstumo Xscape. Apesar de não ser lançada como single, a canção apareceu em várias paradas musicais notáveis devido as Descarga digital que recebeu. A Sony Mobile usou um trecho da canção em sua campanha publicitária para o telefone móvel Xperia Z2. A musica foi performada no Billboard Music Awards 2014 por um Pepper's ghost (que por muitos erroneamente é chamado de holograma) de Rei do Pop. Devido ao sucesso da apresentação do holograma a faixa alcançou a posição 45 na Billboard Hot 100, sendo o quinquagésimo hit do cantor a entrar na tabela

## Antecedentes
A canção foi escrita e gravada em 1991 durante as sessões para o álbum Dangerous, porem não entrou na lista de faixas final do álbum. Em 2010, uma versão da canção remixada por Tricky Stewart foi divulgada. Este remix permanece inédito oficialmente, porem foi divulgado um trecho dele antes do lançamento do álbum Xscape.
Em 2013, sua canção teve um remix lançado pelo cantor pop canadense Justin Bieber, porém foi logo retirado da internet, pois Bieber o lançou sem as autorizações legais necessárias.

## Performances ao vivo
Em 18 de Maio de 2014 a canção foi performada no Billboard Music Awards por um Pepper's ghost, que usualmente é chamado de holograma. Um dia após a apresentação Billboard Music Awards o vídeo da apresentação foi postado na conta oficial do artista no VEVO.

## Desempenho nas paradas
| Paradas (2014)                               | Melhor posição |
| -------------------------------------------- | -------------- |
| Canadá (Canadian Hot 100)                    | 91             |
| Coreia do Sul (Gaon International Songs)     | 4              |
| Estados Unidos (Billboard Hot 100)           | 45             |
| Estados Unidos (Billboard R&B/Hip-Hop Songs) | 12             |
| França (SNEP)                                | 134            |
| Países Baixos (Single Top 100)               | 48             |
| Reino Unido (UK Singles Chart)               | 98             |